# Tommy Denander
Tommy Denander (né le 10 mars 1968 à Stockholm, Suède) est un guitariste, auteur-compositeur et producteur de musique. Denander a travaillé avec des artistes tels que Michael Jackson, Kiss, Alice Cooper, Deep Purple, Anastacia ou encore Ricky Martin.